# KunstHausWien
Il KunstHausWien è un museo di Vienna, situato nel distretto di Landstraße a meno di mezzo miglio dalla Hundertwasserhaus e progettato dall'artista Friedensreich Hundertwasser. L'edificio conserva l'unica raccolta permanente di opere di Hundertwasser e ospita regolarmente mostre temporanee di altri artisti. Il KunstHausWien opera come impresa privata e non riceve alcun supporto dal governo austriaco. Nel 2009 il KunstHausWien fu visitato 174.000 visitatori.

## Storia
In origine il KunstHausWien era una fabbrica di mobili Thonet (la medesima che inventò la celeberrima sedia n. 14) costruita nel 1892. In seguito a un restauro ispirato allo stile di Hundertwasser, lo stabile fu convertito in un museo fra il 1989 e il 1991 grazie al patrocinio di BAWAG P.S.K. e inaugurato nell'aprile del 1991.

## Descrizione
L'intero edificio è progettato secondo i dettami del caratteristico stile di Hundertwasser, con pavimenti ondulati, poche linee rette, decorazioni luminose, mosaici a scacchiera smaltati sulla facciata e ambienti colmi di piante. I piani sono collegati dalla scala a chiocciola. Hundertwasser fece il possibile per permettere alla luce del sole di rendere luminosi gli interni. L'edificio include un atrio con una fontana e un ristorante. I due piani inferiori ospitano le mostre permanenti mentre il terzo e quarto piano sono dedicati alle mostre. L'area espositiva del KunstHausWien è pari a 4.000 metri quadrati.